# Caleta San Roque
La caleta San Roque es un pequeño cuerpo de agua ubicado en la parte este de la bahía Gil, en la costa norte del golfo San Jorge, departamento Florentino Ameghino, en la provincia del Chubut (Patagonia argentina). Se halla a 27 km al sur en línea recta de la ciudad de Camarones. Se encuentra aproximadamente en la posición geográfica 45°02′36″S 65°39′20″O / -45.04333, -65.65556. Se trata de una pequeña caleta orientada al sudoeste encerrada entre afloramientos rocosos.
El 9 de marzo de 1535 Simón de Alcazaba y Sotomayor fundó en esta caleta el efímero Puerto de los Leones, que duró hasta el 17 de junio de 1535, cuando fue abandonado después de ser asesinado Alcazaba. La población debía ser la capital de la gobernación de Nueva León, otorgada por el Rey de España a Alcazaba en 1534 y que incluía todas las tierras desde el Atlántico al Pacífico, al sur del paralelo 36º S.